# Luis Rioja
Luis Jesús Rioja González (ur. 16 października 1993 w Las Cabezas de San Juan) – hiszpański piłkarz występujący na pozycji pomocnika w Valencia CF.